# Malmtrafik i Kiruna AB
Malmtrafik i Kiruna AB ou MTAB est une entreprise ferroviaire suédoise, filiale à 100 % du groupe LKAB, qui assure le transport du minerai de fer entre les mines de Kiruna en Suède et le port de Narvik en Norvège. MTAB transporte 23 millions de tonnes par an.

## La société mère LKAB
LKAB (Luossavaara-Kiirunavaara Aktiebolag) est une société minière, ayant le statut de société anonyme par action (AB) dont le capital est détenu à 100 % par l'État suédois depuis 1976. Elle exploite cinq mines de magnétite en Suède à Kiruna, site le plus important, et à Malmberget. Le minerai est pour l'essentiel aggloméré en boulettes dans les sites d'extraction, ainsi que dans une usine située à Svappavaara. Les exportations de minerai se font par le port norvégien de Narvik, libre de glace en permanence grâce au Gulf Stream, et par le port suédois de Luleå (dans le golfe de Botnie, mer Baltique), où l'intervention de brise-glaces est requise l'hiver.
Tous les transports sont confiés à MTAB. En Norvège, MTAB utilise les services de sa propre filiale MTAS (Malmtrafikk AS).
L'effectif du personnel est de 160 employés pour MTAB et 80 pour MTAS.

## Histoire
Le premier train de minerai a circulé de Malmberget à Luleå en 1888. La ligne de Narvik a été inaugurée officiellement par le roi Oscar II le 14 juillet 1903.
L'électrification totale de la ligne date de 1923.
À l'origine, le minerai était transporté par les SJ (chemins de fer suédois) et les NSB (chemins de fer norvégiens) dans le cadre de monopoles étatiques. En 1993, un accord tripartite LKAB-SJ-NSB permit à LKAB d'intervenir dans l'exploitation, avec l'objectif de réorganiser le transport du minerai pour en réduire le coût qui représente 10 % des charges d'exploitation de LKAB. MTAB est née le 1er juillet 1996 sous forme d'une coentreprise regroupant LKAB (51 % des parts), SJ et NSB (24,5 % chacune). Par la suite, LKAB profitant de la réforme et de l'ouverture des systèmes ferroviaires tant en Suède qu'en Norvège racheta les parts des SJ en 1999 et des NSB en 2000.

## Le réseau
Le réseau emprunté par MTAB entre les mines et les ports représente 536 km de lignes à voie normale, électrifiées en courant alternatif 15 kV 16,2 ⁄3 Hz (norme germanique et suisse). Cette infrastructure appartient côté suédois à Banverket et côté norvégien à Jernbaneverket, qui sont les organismes étatiques chargés de la gestion du réseau ferré.
La charge admise sur ces lignes a été porté à 30 tonnes par essieu (SNCF : 25 t/essieu). Les rampes ne dépassent pas 18 0/00 (18 pour 1000)

## Exploitation

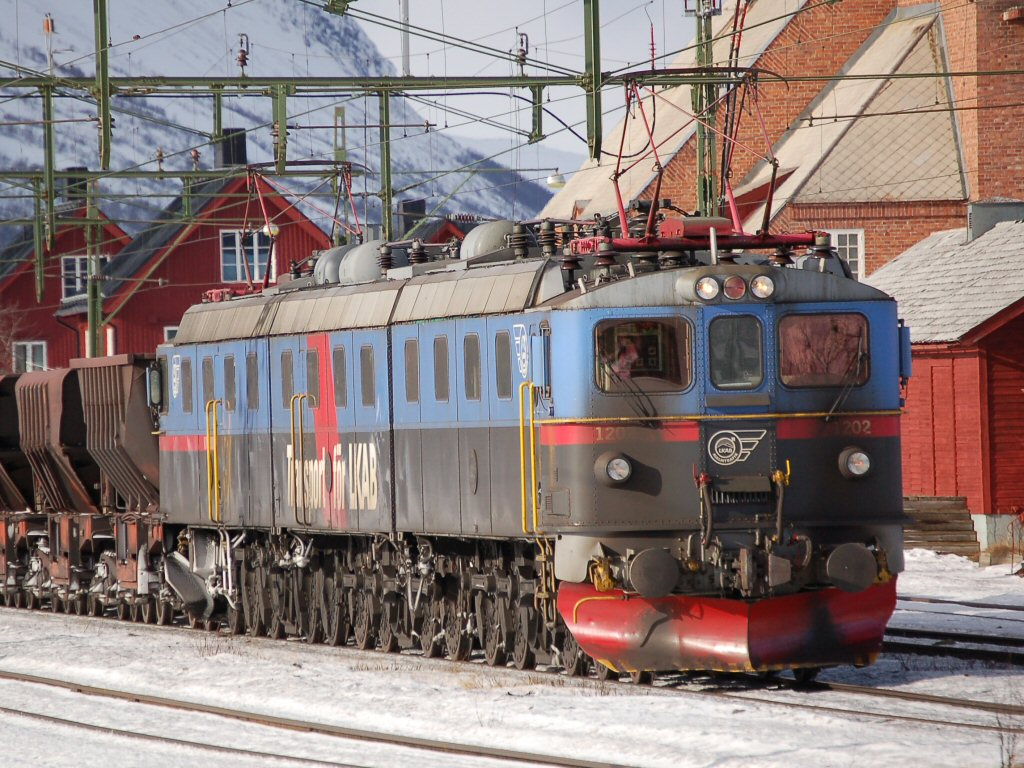
Dm3 en gare de Abisko.

Un train entier de minerai se composait classiquement d'une locomotive type Dm3 et de 52 wagons chargés à 80 tonnes, soit un tonnage brut, tare des wagons et locomotive incluses, de 5 200 tonnes.
Depuis janvier 2001, MTAB a mis en service de nouvelles locomotives IORE et de nouveaux wagons type UNO chargés à 100 tonnes. Cela permet de constituer des trains, composés de 68 wagons, d'un poids total de 8 160 tonnes. 
Les locomotives IORE, au nombre de neuf, ont été commandées à Bombardier (ex-Adtranz) et ont été livrées entre 2000 et 2004. Longues de 45,8 m (2*22,9m), d'une masse totale de 360 tonnes (2*180 t), elles sont composées de deux éléments à 6 essieux (type CoCo), et sont équipés de moteurs asynchrones qui permettent le freinage électrique avec régénération. Leur puissance de 10,8 MW en fait les locomotives les plus puissantes d'Europe.
Les nouveaux wagons UNO, d'un volume utile de 47 m3, ont été commandés en 1998 à une société sud-africaine, Transwerk. La commande a porté sur 73 wagons (soit une rame plus réserve). 
Dans les ports, le déchargement des trains se fait automatiquement et sans arrêt. Le déchargement d'un train de 5 200 tonnes demande de 30 à 40 minutes. De même, le chargement dans les mines se fait en roulant.
Les ateliers d'entretien des locomotives et des wagons se trouvent à Kiruna.
MTAB est membre depuis 1999 de l'IHHA (International Heavy Haul Association) dont le siège est aux États-Unis et qui regroupe au niveau mondial les chemins de fer miniers.

## Services voyageurs
Bien que les lignes empruntées par les trains de LKAB Malmtrafik soient avant tout dédiées au trafic de marchandises, il existe plusieurs services voyageurs réguliers exploités par trois compagnies distinctes :
- La compagnie nationale suédoise SJ exploite un train de nuit entre Narvik, Luleå et Stockholm, via Kiruna.
- VR Sverige AB, filiale de la compagnie nationale finlandaise VR, qui exploite les trains régionaux Norrtåg pour le compte du comté de Norrbotten, entre Narvik et Luleå via Boden.
- Arctic Train AS, une compagnie privée norvégienne exploitant deux services touristiques reliant Narvik à Bjørnfjell et Katterat, du côté norvégien de la ligne.

La section reliant Kiruna à Narvik, 169 km, qui se trouve au nord du Cercle polaire et franchit la chaîne scandinave par une passe naturelle à 550 m d'altitude, ne manque pas d'attrait touristique.